# チャールズ1世騎馬像
『チャールズ1世騎馬像』（チャールズ1せいきばぞう, 英: Equestrian Portrait of Charles I）あるいは『馬上のチャールズ1世』（ばじょうのチャールズ1せい, 英: Charles I on Horseback）は、バロック期のフランドル出身のイギリスの画家アンソニー・ヴァン・ダイクが1637年から1638年に制作した肖像画である。油彩。騎乗したイングランド国王チャールズ1世を描いている。ヴァン・ダイクが制作したチャールズ1世の肖像画の中でも特に有名なものの1つである。イングランド内戦が勃発する数年前に描かれた。現在はロンドンのナショナル・ギャラリーに所蔵されている。またよりサイズの小さなヴァリアントがロイヤル・コレクションの一部としてウィンザー城に所蔵されている。

## 作品

ティツィアーノ・ヴェチェッリオの肖像画『カール5世騎馬像』。プラド美術館所蔵。

アンソニー・ヴァン・ダイクは馬上のチャールズ1世を横の視点から描いている。チャールズ1世は光沢のある黒い鎧を身にまとい、腰に剣を帯び、右手に元帥杖を持ち、左手に手綱を握りしめている。兜を被っていないため、黒い長髪はそよ風に吹かれ、耳につけたティアドロップの真珠のイヤリングが覗いている。チャールズ1世は王族のシンボルである王冠を戴いていないが、他の持ち物はチャールズ1世の地位を示している。右手に持った元帥杖は上級の軍隊階級を示し、「リトル・ジョージ」（Little George）と呼ばれる首周りの金鎖はガーター騎士団の一員であることを示している。画面の右端では、侍従が赤と白の羽飾りのついた兜を王に手渡すべく控えている。チャールズ1世を乗せている馬は立派な筋肉と長いたてがみを持ち、王の馬にふさわしく、馬銜や鐙に金の装飾を施した華麗な馬具を身に着けている。
ヴァン・ダイクは、強力な馬の手綱を握るチャールズ1世の姿を描くことで、国家を指揮する国王としての力を表現している。木の枝に掛けられたタブレットにはラテン語で「CAROLVS. REX MAGNAE BRITANIAE 」（グレート・ブリテンの王チャールズ1世）と記されている。父ジェームズ6世はイングランド王国とスコットランド王国がグレート・ブリテン王国（1707年成立）として合同していなかった時代であるにもかかわらず、自らを「グレート・ブリテン王」と宣言した最初の王であった。チャールズ1世は本作品の中で父の宣言を踏襲している。
国王の首席画家であったヴァン・ダイクは、チャールズ1世の肖像画を複数枚描いている。ロイヤル・コレクションの『馬上のチャールズ1世とサン・アントワープの領主の肖像』（Charles I with M. de St Antoine）では、チャールズ1世は荘厳なアーチの下で誇らしげに騎乗している。またルーヴル美術館所蔵の『狩猟場のチャールズ1世』では、チャールズ1世と使用人が狩りの最中に小休止し、風景の中で馬のそばに立つ姿を描いた。こうした乗馬の肖像画は、何世紀にもわたってモデルの偉大さを示す一般的な方法であった。ヴァン・ダイクはおそらく画家と国王がともに愛好したルネサンス期の画家ティツィアーノ・ヴェチェッリオの肖像画『カール5世騎馬像』（Equestrian Portrait of Charles V）から影響を受けたと考えられている。また当時ロイヤル・コレクションが所有した他の騎馬肖像画や、同様の場面を描いた古典籍から影響を受けた可能性も指摘されている。もっとも、ティツィアーノとは異なり、馬の脚に当時流行していた馬場馬術に由来すると思われる優雅な動きを与えている。
本作品はまたトマス・ゲインズバラやジョシュア・レイノルズといったイギリスの画家に影響を与えている。

## 分析
ヴァン・ダイクは当時の一般的な顔料であるスマルト、黄土色、ヴァーミリオン、レーキ顔料、アズライトなどを使用し、落ち着いた色調と繊細な色彩を実現している。やや暗い色調は主にスマルトとレーキ顔料の劣化によるものである。

## 来歴
清教徒革命によって1649年にチャールズ1世が処刑されるとそのコレクションは売却され、ティツィアーノの『猟犬を伴う皇帝カール5世』（Emperor Charles V with a Hound）とともに、ブリュッセルの建築家・美術商バルタザール・ジャルビエールによって購入された。本作品の購入価格は200ポンドであった。1698年にはアントウェルペンの美術商ヒスベルト・フォン・カウラン（Gisbert van Ceulen）を経て、バイエルン選帝侯でスペイン領ネーデルラント総督のマクシミリアン2世エマヌエルのコレクションとなったが、神聖ローマ皇帝ヨーゼフ1世によって戦利品としてミュンヘンから奪われた。そして1706年11月、ヨーゼフ1世が初代マールバラ公爵ジョン チャーチルに贈呈すると、肖像画は再びイングランドに戻り、マールバラ公爵家のコレクションとしてブレナム宮殿に留まり続けた。第8代マールバラ公爵ジョージ・チャールズ・スペンサー＝チャーチルが肖像画をナショナル・ギャラリーに売却したのは1885年のことである。

## ヴァリアント
小さなサイズのヴァリアントが知られている。これはロンドン版の前に制作された準備作品の可能性があり、チャールズ1世のコレクションとしてホワイトホール宮殿で記録されている。この作品もまた清教徒革命後に46ポンドでロバート・ボールトン（Robert Boulton）に売却されたが、のちに回収され、チャールズ1世の息子である国王ジェームズ2世のコレクションとなった。その後は現在に至るまでロイヤル・コレクションの所有となっている。

## ギャラリー

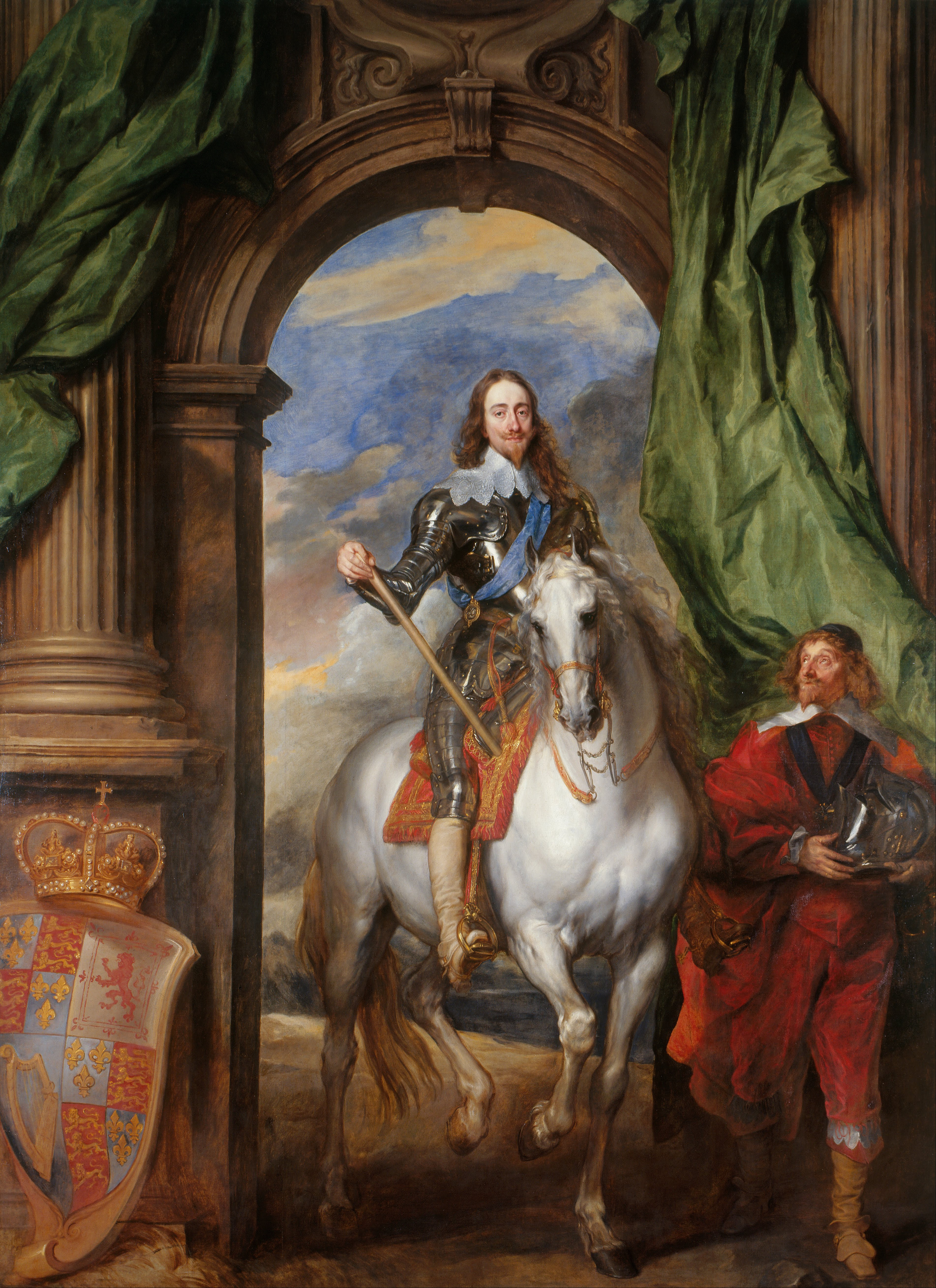
『馬上のチャールズ1世とサン・アントワーヌの領主の肖像』1633年 ウィンザー城所蔵
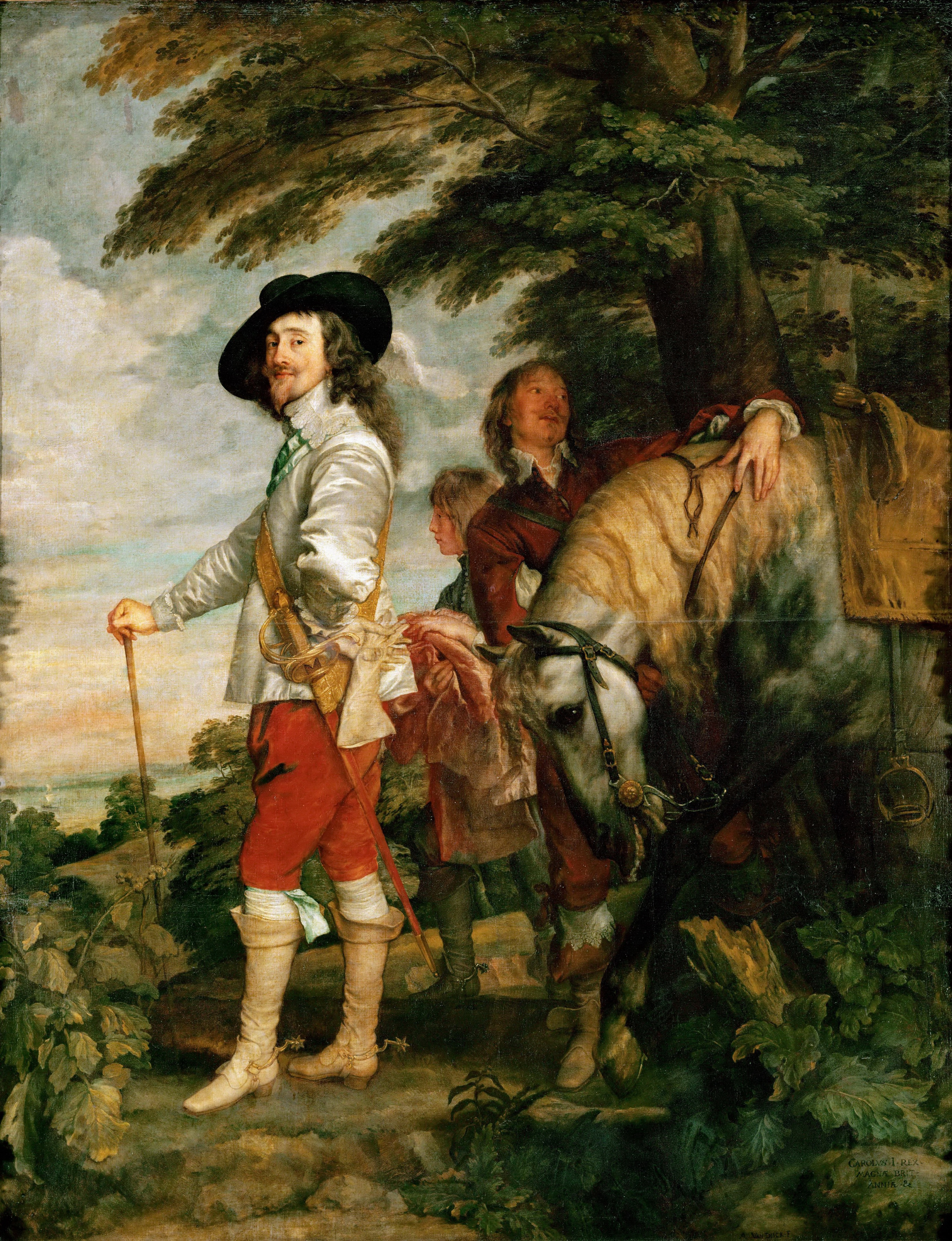
『狩猟場のチャールズ1世』1635年頃 ルーヴル美術館所蔵
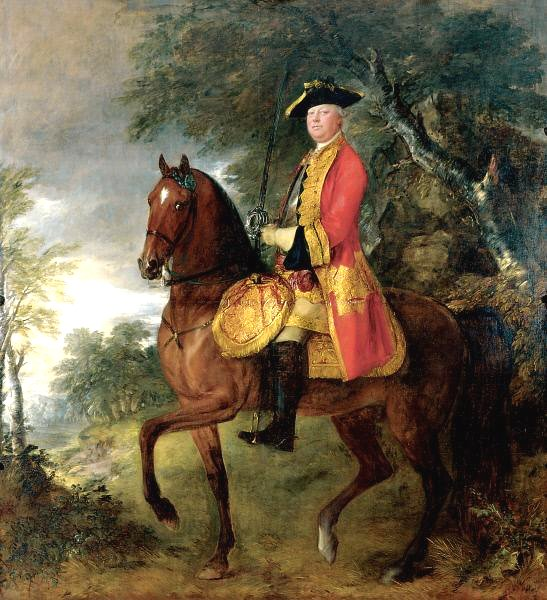
トマス・ゲインズバラ『フィリップ・ハニーウッド中将の肖像』1765年 ジョン・アンド・マベル・リングリング美術館（英語版）所蔵